# Nomascus concolor concolor
O Nomascus concolor concolor é uma das 4 subespécies de Nomascus concolor. São encontradas populações na província de Yunnan, na China e em Tonkin, no Vietname.

## Estado de conservação
Esta subespécie está listada como críticamente ameaçada devido à perda de habitat e caça que levou ao declíneo de 80% das populações nos últimos 45 anos. Pensa-se que exista menos de 250 indivíduos maduros e continua a diminuir.